# علم التخلق السلوكي
علم التخلق السلوكي هو مجال الدراسة الذي يبحث دور علم ما فوق الجينات في تشكيل سلوك الحيوان والإنسان. يسعى هذا المجال إلى تفسير كيف يمكن للتنشئة والعوامل البيئية أن تؤثر على الطبيعة الوراثية للفرد. حيث تشير "الطبيعة" إلى الوراثة البيولوجية، وتشير "التنشئة" إلى كل ما يحدث تقريبًا خلال فترة الحياة، مثل التجارب الاجتماعية، والنظام الغذائي والتغذية، والتعرض للسموم. يحاول علم التخلق السلوكي تقديم إطار لفهم كيفية تأثير التجارب والبيئة على تعبير الجينات لإنتاج الفروق الفردية في السلوك، المعرفة، الشخصية، والصحة العقلية.
تشمل التغيرات فوق الجينية تغيرات في الهستونات (هي البروتينات التي يلتف حولها الحمض النووي لتشكيل هيكل الكروموسومات) و مثيلة الحمض النووي، يمكن أن تؤثر هذه التغيرات على نمو الخلايا العصبية في الدماغ، أو نشاط الخلايا العصبية بعد اكتمال النمو. يمكن لهذه التغيرات فوق الجينية في بنية ووظيفة الخلايا العصبية أن يكون لها تأثير كبير على سلوك الكائن الحي.

## خلفية
في علم الأحياء، وتحديدًا في علم الوراثة، علم التخلق هو دراسة التغيرات التي تحدث لنمط ظاهري وراثي لأسباب لا تتعلق بتغير تسلسل الدنا. يمكن استخدام المصطلح أيضًا لوصف دراسة التغييرات المستقرة والطويلة الأمد في قدرة الخلية على النسخ، والتي قد لا تنتقل من جيل إلى آخر.
أمثلة على الآليات التي تسبب مثل هذه التغييرات هي مثيلة الحمض النووي و تعديل الهستونات، كل منهما يقوم بتغيير كيفية التعبير الجيني دون تغيير التسلسل الأساسي للحمض النووي. يمكن التحكم في التعبير الجيني عبر البروتينات المثبطة التي ترتبط بمناطق الكاتم في الدنا.

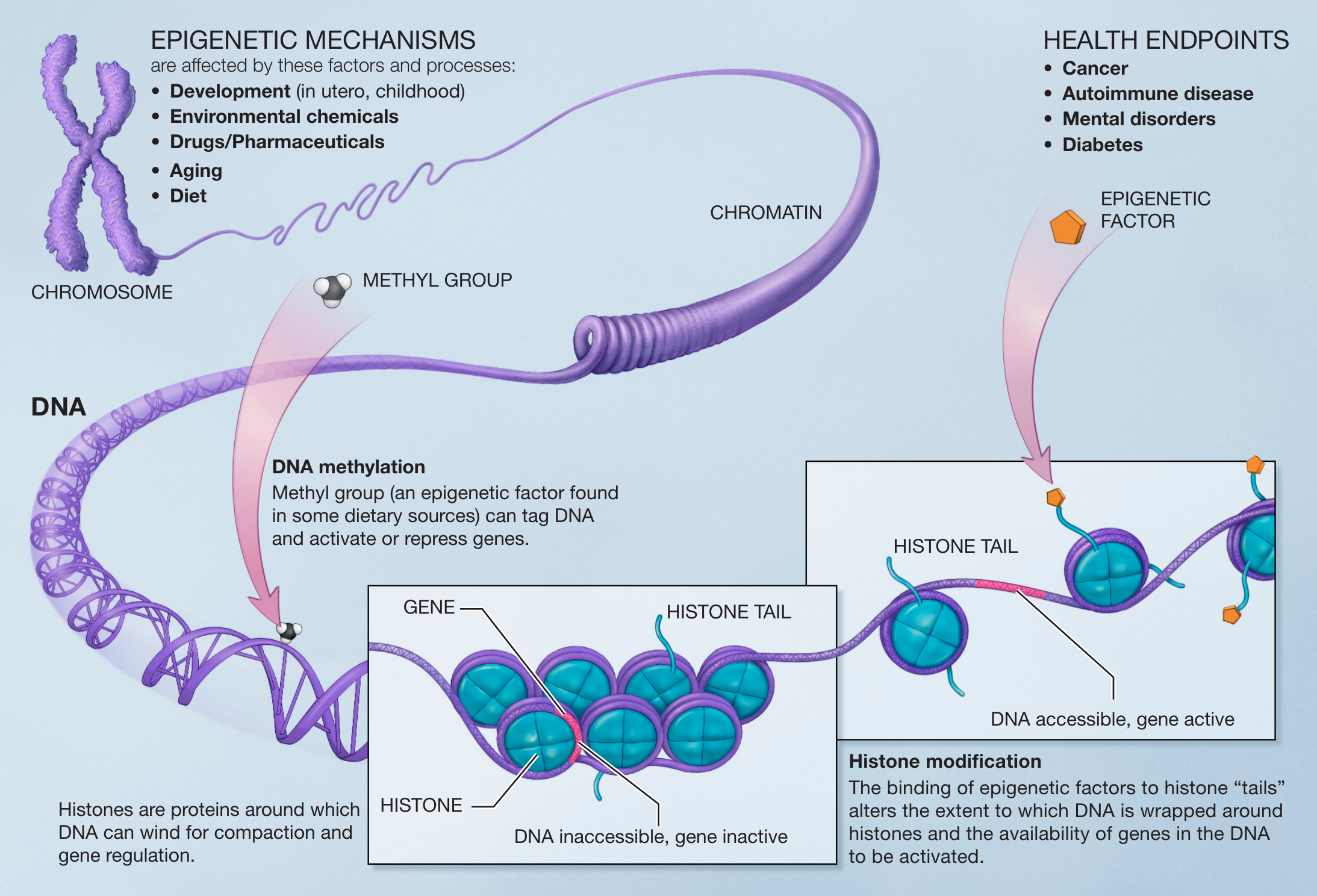
التغيرات الفوق جينية لا تغير التسلسل الأساسي للحمض النووي.

عندما يتم مثيلة الحمض النووي، يتم إضافة مجموعة ميثيل (CH3) إلى الحمض النووي في مواقع معينة، مما يؤدي إلى تعطيل قدرة الخلية على قراءة هذا الجين. مما يعني أنه لن يتم تحويل المعلومات الوراثية الموجودة في هذا الجين إلى بروتين. عندما يتم إزالة مجموعة الميثيل، يمكن للخلية قراءة المعلومات الوراثية من الجين وتحويلها إلى بروتين.
عندما يحدث تعديل في الهستونات، يتغير الشكل الذي يتم فيه لف الحمض النووي حول هذه الهيستونات. وهذا التغيير في الترتيب يؤثر على الطريقة التي يتم بها تعبير الجينات.
علم التخلق له تأثير قوي على تطور الكائن الحي ويمكن أن يغير تعبير الصفات الفردية. يحدث التغيير في التخلق ليس فقط في الجنين، بل أيضًا في الأفراد طوال فترة حياتهم. وبما أن بعض التغيرات الفوق جينية يمكن أن تنتقل من جيل إلى آخر، فإن الأجيال اللاحقة قد تتأثر بالتغييرات التي حدثت للآباء.

## الاكتشاف
أول مثال موثق على تأثير علم التخلق على السلوك تم تقديمه من قبل مايكل ميني وموشيه زيف. أثناء العمل في جامعة مكغيل في مونتريال في عام 2004، اكتشفوا أن نوعية وكمية الرعاية التي توفرها أم الجرذ في الأسابيع الأولى من حياة الجرذ تحدد كيف يستجيب ذلك الجرذ للضغوط في وقت لاحق من حياته. تم ربط هذه الحساسية للضغط بالتنظيم بالإنقاص في تعبير مستقبل الهرمون القشري السكري في الدماغ. تم العثور على أن هذا التنظيم بالإنقاص ناتج عن مدى المثيلة في منطقة المُحفِّز الخاصة بجين مستقبل الهرمون القشري السكري. بعد الولادة مباشرة، وجد ميني وزيف أن مجموعات الميثيل تقمع جين مستقبلات الهرمون القشري السكري في جميع صغار الفئران، مما يجعل الجين غير قادر على التخلص من الهستون من أجل نسخه، مما يتسبب في انخفاض الاستجابة للضغط. تبين أن سلوكيات الرعاية من الجرذ الأم تُنشط مسارات إشارة الضغط، مما يساهم في إزالة المجموعات الميثيلية من الحمض النووي. هذا يؤدي إلى تخفيف التماسك بين الجين والبروتينات التي يلتف حولها، مما يُمكِّن من نسخ الجين. عندما يتم تفعيل جين الهرمون القشري السكري، يقلل ذلك من استجابة الجسم للضغط. كشفت الدراسات أن صغار الفئران التي تتلقى تنشئة أقل رعاية تكون أكثر حساسية للضغط طوال فترة حياتها.
كان من الصعب تكرار مثل هذه التجربة في البشر بسبب نقص توفر أنسجة الدماغ البشرية لقياس التغيرات الفوق جينية.

## أبحاث في علم التخلُّق في علم النفس

### القلق والمخاطرة

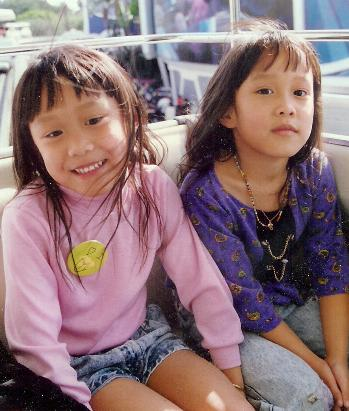
التوائم أحادية الزيجوت هي التوائم المتماثلة. تساعد دراسات التوائم في الكشف عن الفروقات ما فوق الجينية المتعلقة بمختلف جوانب علم النفس.

في دراسة سريرية صغيرة على البشر نُشرت في عام 2008، تم ربط الفروقات ما فوق الجينية بالاختلافات في الإقدام على المخاطر وردود الفعل تجاه التوتر في التوائم المتماثلة. حددت الدراسة توائم ذوي مسارات حياتية مختلفة، حيث أظهر أحد التوأمين سلوكيات تنطوي على المخاطرة، بينما أظهر الآخر سلوكيات تتجنب المخاطرة. أشار مؤلفو دراسة التوائم إلى أنه على الرغم من الارتباطات بين العلامات ما فوق الجينية والاختلافات في السمات الشخصية، إلا أن علم التخلُّق لا يمكنه التنبؤ بعمليات اتخاذ القرارات المعقدة مثل اختيار المهنة.

### التوتر
وجدت الدراسات التي أُجريت على الحيوانات والبشر ارتباطات بين الرعاية السيئة خلال الطفولة والتغيرات ما فوق الجينية التي تتوافق مع العيوب طويلة الأمد الناتجة عن الإهمال.

## المعرفة

### التعلم والذاكرة
في مقالة مراجعة عام 2010، تمت مناقشة دور مثيلة الحمض النووي (بالإنجليزية: DNA methylation) في تشكيل الذاكرة وتخزينها، إلا أن الآليات الدقيقة المتعلقة بوظائف الخلايا العصبية والذاكرة، وكذلك عملية عكس مثيلة الحمض النووي، لم تكن واضحة في ذلك الوقت.
تناولت الأبحاث اللاحقة الأساس الجزيئي للذاكرة طويلة الأمد. بحلول عام 2015، أصبح واضحًا أن الذاكرة طويلة الأمد تتطلب تفعيل نسخ الجينات وتخليق البروتينات من جديد. يعتمد تشكيل الذاكرة طويلة الأمد على تفعيل الجينات المعززة للذاكرة وتثبيط الجينات الكابتة للذاكرة، وتبين أن مثيلة الحمض النووي أو إزالة مجموعة الميثيل (بالإنجليزية: DNA methylation/DNA demethylation) هي آلية رئيسية لتحقيق هذا التنظيم المزدوج.